# Cattedrale con suonatore di tromba
Cattedrale con suonatore di tromba è un dipinto di Franco Gentilini. Eseguito nel 1955, appartiene alle collezioni d'arte della Fondazione Cariplo.

## Descrizione
Si tratta del primo di una nutrita serie di dipinti su cattedrali, emblematiche della svolta nella pittura di Gentilini verificatasi in seguito al soggiorno parigino del pittore negli anni cinquanta: il dato reale diventa secondario e lascia posto ad atmosfere surreali e metafisiche, popolate da personaggi di vario tipo, in dipinti dove la sperimentazione contenutistica affianca quella realizzativa, visto l'utilizzo di sabbie e intonaci a ricreare prodotti a metà fra la tela e l'affresco.

## Storia
Il dipinto venne esposto alla VII Quadriennale nazionale d'arte di Roma (1955-56) e in quell'occasione fu acquistato dalla Fondazione Cariplo. Apparve in due mostre retrospettive su Gentilini, allestite a Roma (Palazzo Venezia, 1986) e Mantova (Palazzo Te, 1992).